# Protéine régulatrice du fer
Pour les articles homonymes, voir IRF et IRP.
Les protéines régulatrices du fer (IRP, iron regulatory protein), aussi anciennement appelées IRF (Iron Regulatory Factor), IRE-BP (Iron Responsive Element Binding Protein), FRP (Ferritin Repressor Protein) ou P-90, sont des protéines capables de se fixer sur une partie spécifique de l'ARN messager nommé élément de réponse au fer ou IRE (iron responsive element). Il existe deux formes distinctes d'IRP : IRP1 et IRP2. Ces protéines sont un des acteurs principaux dans la régulation du métabolisme du fer.

## Orthologues

### IRP1
IRP1 a été le premier IRP découvert. C'est une protéine ayant deux fonctionnalités. En présence de fer, elle se complexe avec un cluster fer-soufre [Fe4S4] pour devenir l'aconitase ACO1. Si la concentration en fer dans la cellule devient insuffisante, l'aconitase se retrouve sous forme d'apoprotéine, c'est-à-dire sans cluster fer-soufre. Cette séparation provoque un réarrangement structural permettant à la protéine de reprendre une fonction d'IRP. Le site laissé vacant par le cluster permet la fixation sur une structure spécifique d'ARN en tige boucle nommée IRE.
IRP1 est également régulé au niveau traductionnel puisque la traduction de son ARNm est inhibé par la présence d'oxyde nitrique.

### IRP2
IRP2 (aussi anciennement appelé IRE-BP2 pour Iron Responsive Element - Binding Protein 2)  ne possède pas le caractère bi-fonctionnel d'IRP1. Sa régulation s'effectue grâce à la ligase FBXL5. En présence de fer, cette protéine est stabilisée et provoque alors l'ubiquitination de IRP2, amenant ainsi à sa dégradation.

## Régulation

### Principe

#### En carence de fer
En situation de carence en fer, IRP2 n'est plus dégradé et IRP1 acquiert son activité régulatrice. Les IRP viennent se fixer sur les IRE présents sur les ARNm. Si un IRE est présent dans la partie 5'-UTR d'un ARNm, la fixation d'un IRP sur cet IRE empêche la fixation d'un complexe d'initiation de la traduction de l'ARNm, empêchant alors sa traduction en protéine. Si l'IRE est présent sur la partie 3'-UTR d'un ARNm, la fixation de l'IRP inhibe la dégradation de cet ARNm, ce qui augmente la quantité de protéine traduite à partir de cet ARNm. Cette interaction IRP-ARNm permet donc la mise en place d'un mécanisme de régulation post-transcriptionnelle.

#### En présence de fer
En présence de fer, IRP2 est dégradé et IRP1 perd sa fonction régulatrice, ce qui arrête la régulation de la traduction et de la dégradation des ARN messagers.

### Protéines régulées

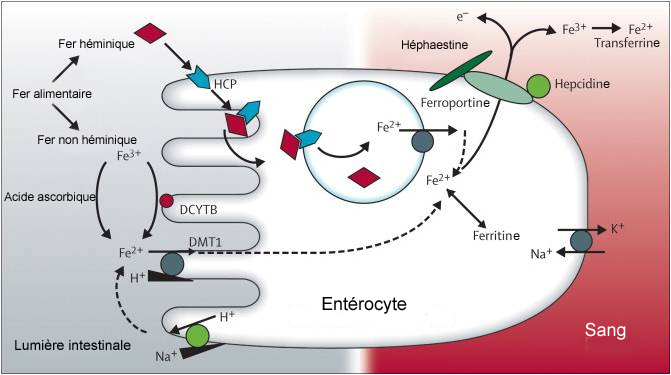
Métabolisme du fer

Les IRPs régulent, entre autres, l'expression de l'enzyme ALAS2, de l'aconitase ACO2, du facteur de transcription HIF2α, des sous-unité L et H de la ferritine, de l'enzyme CDC14A (en), et de la ferroportine, les ARNm desquels contiennent un IRE dans la région 5'-UTR. Les IRPs régulent également l'expression du transporteur DMT1 (en) et du récepteur de la transferrine dont l'ARN messager contient respectivement un et cinq IRE dans la région 3'-UTR.
En carence en fer, ce mécanisme de régulation provoque (entre autres) une diminution de la dégradation de l'ARNm du récepteur de la transferrine, augmentant alors la quantité de récepteur produite, et donc l'entrée en fer au sein de la cellule. Il provoque également une inhibition de la traduction des ARNm d'ALAS2, de l'aconitase ACO2, de la ferroportine, et des sous-unité L et H de la ferritine, ce qui a pour conséquence de réduire l'utilisation, l'export et le stockage de fer au sein de la cellule, le rendant plus disponible pour les besoins de celle-ci.